# Un mauvais fils
Un mauvais fils is een Franse film van Claude Sautet die uitgebracht werd in 1980.

## Verhaal
Bruno Calgagni is een drugverslaafde jongeman die uitgeweken is naar de Verenigde Staten. Hij heeft er een gevangenisstraf van vijf jaar uitgezeten voor het verhandelen van heroïne. Hij besluit nu terug te keren naar Frankrijk. 
Ondertussen is zijn moeder overleden. Hij gaat zijn vader opzoeken in Parijs. Aanvankelijk stelt zijn vader zich gastvrij op maar de toestand wordt al gauw onleefbaar. Hij beschuldigt zijn zoon er immers van verantwoordelijk te zijn voor de dood van zijn moeder. Bruno heeft ondertussen werk gevonden als magazijnbediende. Als zijn contract afgelopen is gaat hij aan de slag in een boekenwinkel waar hij Catherine, een ex-drugverslaafde, als collega heeft.

## Rolverdeling
| Acteur                | Personage                                |
| --------------------- | ---------------------------------------- |
| Patrick Dewaere       | Bruno Calgagni                           |
| Yves Robert           | René Calgagni                            |
| Brigitte Fossey       | Catherine                                |
| Jacques Dufilho       | Adrien Dussart                           |
| Claire Maurier        | Madeleine                                |
| Sophie Artur          | bediende van Madeleine                   |
| Dany Baye             | meisje aan de flipper                    |
| Raouf Ben Yaghlane    | Taïeb                                    |
| Franck-Olivier Bonnet | baas van de transportfirma               |
| Jean-Claude Bouillaud | Henri                                    |
| Antoine Bourseiller   | psycholoog in de mentale gezondheidszorg |
| Dominique Briand      | politie-officier                         |
| Étienne Chicot        | Serge                                    |
| Christiane Cohendy    | sociaal assistent                        |
| Claudine Delvaux      | Suzanne, cafébazin                       |
| Guy Di Rigo           | inspecteur in Roissy                     |
| André Julien          | André                                    |
| Francis-André Loux    | inspecteur Bertrand                      |
| Pierre Maguelon       | politiecommissaris van Roissy            |
| Mado Maurin           | vrouw van André                          |
| Sandra Montaigu       | meisje aan de flipper                    |
| David Pontremoli      | Carlos                                   |
| Marcel Portier        | man aan de toog                          |
| Dominique Zardi       | ploegbaas                                |